# ليونارد هيلتون
ليونارد هيلتون (بالإنجليزية: Leonard Hilton)‏ هو عداء مسافات طويلة أمريكي، ولد في 28 سبتمبر 1947 في هيلزبورو في الولايات المتحدة، وتوفي في 3 يوليو 2000.

## وصلات خارجية
- ليونارد هيلتون على موقع أوليمبيديا (الإنجليزية)